# Iya Kiva
Iya Yanivna Kiva (en ucraniano: Ія Янівна Ківа; Donetsk, 4 de mayo de 1984) es una poetisa, traductora, periodista y crítica ucraniana, en lengua ucraniana y rusa. Es autora de los libros Подальше от рая (Lejos del Paraíso), Перша сторінка зими (La primera página del invierno), y Ми прокинемось іншими: розмови з сучасними білоруськими письменниками про минуле, теперішнє і майбутнє Білорусі (Despertaremos a otros: conversaciones con escritores bielorrusos modernos sobre el pasado, presente y futuro de Bielorrusia). Es miembro de la organización non-gubernamental PEN Ucrania.

## Juventud y educación
Iya Yanivna Kiva nació en la ciudad de Donetsk. Se graduó de la Facultad de Filología de la Universidad Nacional de Donetsk, con especialización en la lengua, literatura y culturología de Rusia. También estudió diseño gráfico. En el verano de 2014, se mudó a Kiev debido a la guerra ruso-ucraniana.

## Carrera
Kiva comenzó a escribir en ucraniano al comienzo de la guerra. Estos incluyeron poemas, traducciones y reseñas, publicados en publicaciones periódicas y antologías como «Антологія молодої української поезії III тисячоліття» (Antología de poesía joven ucraniana del tercer milenio). Es autora de los poemarios Lejos del Paraíso (2018) y La primera página del invierno (2019). Sus poemas han sido traducidos a idiomas como el inglés y sus ensayos han sido traducidos al alemán.
Ha ganado festivales y concursos como el Festival Internacional de Poesía «Lira emigrante» (2016) y el Concurso Internacional de Poesía «Gaivoronnya» (2019). Kiva es galardonada con el Premio «Yuri Kaplan» (2013), el concurso literario de la editorial Smoloskyp (2018, 4.º premio), y otros. Es ganadora del II Torneo de Poesía y del Premio Néstor Cronista (2019), así como del Premio de Traducción Metáfora (2018, 2020).
El libro Lejos del Paraíso fue incluido en la lista de los mejores libros de 2018 según PEN Ucrania. La colección de poesía, La primera página del invierno, recibió un premio especial del jurado del premio «ЛітАкцент-2019» (LitAcento-2019), y fue incluido en la lista de los mejores libros de 2019 según PEN Ucrania. Despertaremos a otros fue incluido en la lista de libros importantes de no ficción según La Aldea Ucrania y la lista de los mejores libros de 2021 según el PEN Ucrania.
Ha participado en eventos y festivales de poesía en Ucrania, Bielorrusia, Polonia, Bélgica y Finlandia. Es becaria del programa del Ministerio de Cultura polaco «Gaude Polonia» (2021) y participante en la residencia literaria «Nido» en el pueblo de Vytachiv, Óblast de Kiev (2022). Como traductora, Kiva participó en los seminarios internacionales de traducción «Ciudades de traductores digitales», un borrador de programa de la Fundación Alemana de Traducción «TOLEDO» con el apoyo del Ministerio de Asuntos Exteriores de Alemania (en línea, 2020) y «Traductores sin Fronteras» (2021, Wojnowice, Polonia).

## Obras seleccionadas
| - Lejos del Paraíso, 2018 (ruso y ucraniana) - La primera página del invierno, 2019 - El testigo de la falta de nombre, 2022 (búlgaro, traducido por Denis Olegov) - Raza. Antología de escritores ucranianos de Dombás, 2017 - Esperanza ucraniana: Antología de poesía, 2017 - Antología de poesía joven ucraniana del tercer milenio, 2018 - Metro poético, 2020 - Antología de poesía joven ucraniana «ROMÁN K 30+», 2021 - Lectura de la ciudad joven, 2021 | - Elizabeth Suneby y Laurel Molk, ¡No hay espacio para un cachorro!, 2022 - Rita Golden Gelman, La reina Ester salva a su pueblo, 2021 - Beato Benjamín en traducciones, 2021 - Beato Benjamín, La luz del viaje y la separación, 2021 (con Yulia Sheket y Natalia Belchenko) - Dmitri Strotsev, Bielorrusia volcada, 2021 - Yael Molchadsky, Comerciante y panadero, 2021 - Pamela Mayer, No estornudes en la boda, 2020 - Eric A Kimmel, El monstruo de Gershon, 2020 - Gloria Koster, Rutecita es Caperucita Roja, 2019 - Lesik Panasyuk, Gritos de manos: Poemas, 2018 - María Galina, Indígena, 2016 | - Despertaremos a otros: conversaciones con escritores bielorrusos modernos sobre el pasado, presente y futuro de Bielorrusia, 2021 - ¿Qué nos dará fuerza? Ensayos de intelectuales ucranianos sobre el enfoque del PEN ucraniano 2019-20, 2021 |